# Le Nouveau Recueil
 (mars 2018).
Le Nouveau Recueil est une revue de poésie et de littérature issue de la revue Recueil.

## Historique
En 1995, Recueil est reprise par Jean-Michel Maulpoix seul, avec de nouveaux objectifs ; la revue est renommée Le Nouveau Recueil.
En mai 2008, l'édition électronique prend la relève de l'édition papier et la revue devient numérique dans laquelle on trouve des articles critiques sur la poésie et des poésies composées par des poètes contemporains. Certains de ses numéros rendent également hommage à des poètes disparus.